# Norsjö kyrka
Norsjö kyrka ligger i östra delen av tätorten Norsjö i Norsjö kommun. Den är församlingskyrka i Norsjö församling i Luleå stift.

## Tidigare kyrkor
Den första kyrkan i Norsjö byggdes 1811 och var ett enkelt timrat kapell. Under början av 1800-talet hade den byggnaden blivit i så dåligt skick, att man 1845 uppdrog åt Johan Fredrik Åbom att rita en ny kyrka. Den uppfördes av byggmästare J. B. Rönnberg 1848-1850 och invigdes 1850. Det var en korskyrka med centraltorn i trä, som 1906 restaurerades och flyttades till den nuvarande kyrkplatsen. Den invigdes 1911, men i juni 1912 slog blixten ner och kyrkan och klockstapeln förstördes av brand. En ny kyrka byggdes 1915 efter ritningar av arkitekt Fredrik Falkenberg. En månad före planerad invigning brann även den kyrkan ner. Brandorsaken är okänd. På platsen för de första kyrkorna, tre kilometer utanför samhället, finns nu en minneslund.

## Kyrkobyggnaden
Efter samma ritningar uppfördes nuvarande kyrka 1916-1917 av byggmästarna Karl Markgren och R. Hedström från Skellefteå och den invigdes den 27 juli 1917 av biskop Olof Bergqvist. Planen är bred, nästan kvadratisk. Den har korta, breda korsarmar, så att en centralkyrka antyds. Invid koret i nordväst finns sakristia och skrudkammare. Vapenhuset med ingång ligger i sydost. Fasaderna är klädda med liggande rödmålad träpanel och fönstren har täta spröjsar. Det något brutna och branta sadeltaket är täckt med rött tegel. Mitt på taket finns ett lökformat klocktorn. 
Kyrkorummet är enskeppigt och har ett slätpanellerat innertak som bildar ett högt treklövervalv. Det sammanhålls av tvärbalkar och bärs upp av kraftiga pelare i rundtimmer. Koret ligger i nordväst och är högt och smalt samt avgränsat mot kyrkorummet av bågöppningar på smäckra pelare. Det är rikt bemålat med ornament och figurmotiv av Yngve Lundström. Korfönstret är nästan sju meter högt och bemålat med motiv från Norsjö komponerade av arkitekten. Invändigt är färgsättningen: gröna fönstersnickerier, engelsk rött på pelarna vid kor och långhus samt bänkar i grönt och brunt. Interiören är välbevarad och en försiktig rengöring och retuschering av väggarna företog 1962-1963. 

## Inventarier
- Predikstol, altarskåp, nummertavlor och orgelfasad är utförda av snickaren Axel Finnberg från Norsjö.
- Altarskåpets figurer har utformats av bildhuggaren Otto Strandman.
- Dopskålen är en gåva från skidlöparen Henning Isaksson och ursprungligen ett pris denne fått efter att ha vunnit SM på 60 km tre år i rad.

### Orgel
- 1988 byggde Grönlunds Orgelbyggeri AB, Gammelstad en orgel med två manualer och pedal.

| Man I. Huvudverk | Man II. Svällverk      | Pedal          | Koppel |
| ---------------- | ---------------------- | -------------- | ------ |
| Borduna 16'      | Basetthorn 8'          | Subbas 16'     | II/I   |
| Principal 8'     | Salicional 8'          | Voloncell 8'   | II/P   |
| Rörflöjt 8'      | Voix céleste 8'        | Gedackt 8'     | I/P    |
| Oktava 4'        | Gedackt 8'             | Oktavbas 4'    |        |
| Spetsflöjt 4'    | Italiensk principal 4' | Rauschkvint IV |        |
| Kvinta 2 2/3'    | Flöjt 4'               | Basun 16'      |        |
| Oktava 2'        | Flageolett 2'          |                |        |
| Mixtur IV        | Tersmixtur IV          |                |        |
| Trumpet 8'       | Bombard 16'            |                |        |
|                  | Oboe 8'                |                |        |
|                  | Tremulant              |                |        |